# Villa Girasole
La Villa Girasole (il girasole, tournesol en italien) est une maison construite dans les années 1930 à Marcellise, dans le nord de l'Italie, près de Vérone, à San Martino Buon Albergo. Conçue par Angelo Invernizzi, la villa pivote pour suivre le soleil durant la journée, tout comme un tournesol,.

## Conception
Angelo Invernizzi, un réputé ingénieur italien de Gênes, en Italie, ayant notamment collaboré avec Marcello Piacentini, rêvait de construire une maison qui « maximiserait les propriétés sanitaires du soleil en tournant pour le suivre ». Il a conçu la maison pour lui-même avec l'aide de Romolo Carapacchi, un ingénieur en mécanique, Fausto Saccorotti, décorateur d'intérieur, et Ettore Fagiuoli, architecte. La fille d'Invernizzi, Lidia Invernizzi, explique dans le court-métrage Il girasole: una casa vicino a Verona de Marcel Meili et Christoph Schaub, que son père aurait pu construire la maison seul, mais qu'il a préféré inviter de nombreuses personnes à participer à sa création : peintres, sculpteurs, fabricants de meubles, etc. « Des gens qui croyaient en une nouvelle ère où rien ne devrait être construit comme avant. » Ayant des terres et un lien familial avec la commune de Marcellise, même s'il travaillait et vivait à Gênes, il choisit cet endroit pour y construire la villa.

## Histoire et construction
Invernizzi commence à dessiner ses plans pour sa maison tournante en 1929. La construction débute en 1931, seulement pendant les mois d'été. Invernizzi et son équipe utilisent le projet comme moyen d'expérimenter de nouveaux matériaux, comme le béton et le fibrociment. Ils choisissent d'utiliser des feuilles d'aluminium pour remplacer le béton sur les murs extérieurs afin d'éviter des fissures. Au début, Invernizzi ne s'attendait pas à ce que la maison puisse tourner à 180 degrés, mais finalement après avoir constaté la faisabilité, il décide un virage complet de 360 degrés. Le projet a été achevé en 1935, après quatre ans de travaux.

## Architecture
Il Girasole possède deux ailes de deux étages reliées en angle droit. La construction repose sur une base circulaire en béton armé de plus de 44 m, avec au centre une tour de 42 m de haut. C'est autour de ce pivot que la maison tourne grâce à deux moteurs diesel sur trois pistes circulaires. Quinze chariots font glisser le bâtiment de 5 000 m3 à une vitesse de 4 mm par seconde. La rotation complète prend 9 h 20. Un panneau de commandes situé dans la partie mobile sert pour contrôler la rotation. La base accueille en outre l'entrée et un déambulatoire ouvrant sur le parc.
La villa est soutenue par une structure de poteaux et de poutres de type Vierendeel. Le premier étage de la partie mobile est appelé zone jour et comprend la salle à manger, la salle de musique, des bureaux, la cuisine, le garde-manger et les toilettes. Au deuxième étage, on retrouve des chambres et des salles de bains.
Le design intérieur de la Villa Girasole permet de suivre la progression de la lumière tout au long de la journée. Non seulement la vue change, mais l'ensoleillement demeure constant. Une vaste terrasse est aménagée sur le toit. Les chambres situées aux angles disposent d'un balcon.